# Stary Besk
Stary Besk [pronunciación en polaco: /ˈstarɨ ˈbɛsk/] es un puebloubicado en el distrito administrativo de Gmina Grabów, dentro del Distrito de Łęczyca, Voivodato de Łódź, en Polonia central. Se encuentra aproximadamente a 13 kilómetros al noroeste de Łęczyca y a 47 kilómetros al noroeste de la capital regional Łódź.